# Qualified Foreign Institutional Investor
Ein Qualified Foreign Institutional Investor (QFII; zu Deutsch: Qualifizierter Ausländischer Institutioneller Investor) ist ein Investor mit einer speziellen Lizenz, die ihn zum Kauf oder Verkauf von Aktien in China berechtigt.

## Hintergründe
Mit der Vergabe der QFII-Lizenzen begann die Volksrepublik China im Jahr 2002. Sie stellt einen sehr wichtigen Meilenstein in der Öffnung des chinesischen Finanzmarktes dar. Lizenzinhabern war es durch dieses Programm erstmals gestattet, in beschränkten Kontingenten direkt in den chinesischen Aktienmarkt zu investieren.